# Pronophaea proxima
Pronophaea proxima is een spinnensoort uit de familie van de loopspinnen (Corinnidae).
De wetenschappelijke naam van de soort werd in 1923 als Medmassa proxima gepubliceerd door Roger de Lessert.